# Caso Taman Shud
Caso Taman Shud, também conhecido como o Mistério do Homem de Somerton, é um caso não resolvido de um homem não identificado encontrado morto em 1948 na praia de Somerton Park, ao sul de Adelaide, Austrália do Sul, Austrália. O caso recebeu o nome da frase persa tamám shud, que significa "acabou", que foi impressa em um pedaço de papel encontrado meses depois no bolso da calça do homem. O fragmento havia sido arrancado da página final de uma cópia da obra Rubaiyat, de autoria do poeta Omar Khayyám, que viveu no século XII. A palavra tamám foi grafada incorretamente como tamán em muitos relatórios anteriores, e esse erro foi repetido muitas vezes, levando a confusão sobre o nome na mídia. Após um apelo público da polícia, o livro do qual a página havia sido arrancada foi localizado. Na contracapa interna, os detetives leram os recortes deixados pela caligrafia anterior – um número de telefone local, outro número não identificado e um texto que parecia uma mensagem criptografada. O texto não pôde ser decifrado ou interpretado de forma satisfatória.
O caso foi considerado, desde os estágios iniciais da investigação policial, "um dos mistérios mais profundos da Austrália". Desde então, tem havido intensa especulação sobre a identidade da vítima, a causa de sua morte e os eventos que levaram a ela. O interesse público pelo caso permanece significativo por vários motivos: a morte ocorreu em um momento de acirramento das tensões internacionais após o início da Guerra Fria; o aparente envolvimento de um código secreto; o possível uso de um veneno indetectável; e a incapacidade das autoridades de identificar o morto.
Além do intenso interesse público que causou na sociedade australiana durante o final dos anos 1940 e início dos anos 1950, o caso também atraiu atenção internacional. A Polícia da Austrália do Sul consultou seus colegas no exterior e distribuiu informações sobre o homem morto internacionalmente, em um esforço para identificá-lo. A circulação internacional de uma fotografia do homem e os detalhes de suas impressões digitais não produziram identificação positiva. Por exemplo, nos Estados Unidos, o Federal Bureau of Investigation (FBI) não conseguiu comparar a impressão digital do morto com impressões tiradas de arquivos de criminosos domésticos. A Scotland Yard, do Reino Unido, também foi convidada a ajudar no caso, mas não pôde oferecer nenhuma informação.
Em 19 de maio de 2021, após uma série de pedidos, o corpo foi exumado para análise. A polícia afirmou que os restos estavam em condições "razoáveis" e estavam otimistas sobre a perspectiva de recuperação de DNA. Em 26 de julho de 2022, o professor da Universidade de Adelaide, Derek Abbott, em associação com a genealogista Colleen M. Fitzpatrick, afirmou que a genealogia genética do DNA de amostras de cabelo removidas de sua máscara mortuária tinha a confirmação plausível de que o homem seria Carl "Charles" Webb, um engenheiro elétrico e fabricante de instrumentos de Melbourne nascido em 1905.

## Vítima

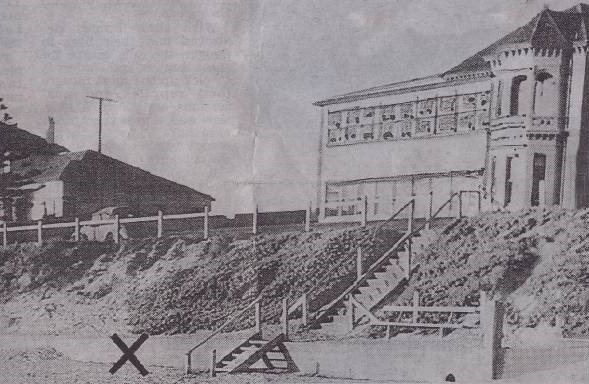
Marcado com um "X", o local onde o corpo foi encontrado na Praia de Somerton.

De acordo com o patologista Sir John Burton Cleland, o homem, de aparência "britânica", teria entre quarenta e quarenta e cinco anos de idade, estando em perfeitas condições físicas. Media 1,80 m de altura, com olhos castanho-claros, cabelo claro de coloração ruiva e ligeiramente grisalho em torno das têmporas, ombros largos, cintura estreita, mãos e unhas sem sinais de trabalho manual, primeiro e quinto dedos dos pés em formato triangular — como os de um dançarino ou fazendeiro (pelo uso de botas de montaria) e músculos da panturrilha definidos como os de um bailarino, um traço predominantemente genético mas desenvolvido também por maratonistas.
Ele estava vestido com uma camisa branca, gravata vermelha e azul, calça marrom, meias, sapatos e, embora o clima estivesse quente durante o dia e a noite, um suéter tricotado marrom e um casaco cinza e marrom estilo europeu. Nenhuma de suas peças de roupa traziam etiquetas e ele também não usava chapéu, fato incomum em 1948, especialmente para alguém vestindo um terno. Barbeado e sem marcas de nascença ou cicatrizes, ele não portava documento de identidade, o que levou a polícia a acreditar inicialmente que seria um caso de suicídio. Sua arcada dentária não bateu com nenhum registro analisado.
Quando os policiais chegaram ao local do crime, perceberam que o corpo não havia sido perturbado e que o braço esquerdo do homem estava em posição reta, e o direito dobrado. Um cigarro não aceso estava atrás de sua orelha, enquanto outro fumado pela metade estava no colarinho direito do casaco, alinhado à sua bochecha. Uma busca em seus bolsos revelou um bilhete de ônibus de Adelaide para St. Leonards em Glenelg, um subúrbio da cidade, e um bilhete de segunda-classe e não utilizado do trem de Adelaide para o subúrbio de Henley Beach, e mais um pente americano de alumínio, um pacote pela metade de chicletes Juicy Fruit, um pacote de cigarros Army Club contendo cigarros Kensitas (uma marca diferente) e uma caixa de fósforos Bryant & May. A parada do ônibus relacionado ao bilhete usado localizava-se 250 metros ao sul do lugar onde o corpo foi encontrado.
Testemunhas se apresentaram para declarar que na noite de 30 de novembro avistaram um indivíduo de aparência similar parado no mesmo local, próximo à instituição Crippled Children's Home onde o corpo foi posteriormente encontrado. Um casal que o viu às 07h00 da noite notou o homem esticando todo o braço direito, deixando-o cair de forma frouxa. Outro casal que o viu entre 07h30 e 08h00 da noite, horário em que os postes de iluminação ainda estavam acesos, afirmou não ter notado o homem se mexer durante todo o tempo que estivera em seu campo de visão, embora tivessem a impressão de que sua posição possa ter mudado. Apesar de  comentar entre si que o homem talvez estivesse morto por não reagir aos mosquitos que o rodeavam, o último casal pensou que ele poderia estar ou bêbado ou dormindo, e sendo assim decidiram não tomar qualquer atitude a seu respeito.

## Autópsia
Uma autópsia foi realizada, concluindo que a hora da morte foi por volta das 02h00 da manhã de 1 de dezembro de 1948. Entre as observações do laudo final estavam:
| “ | O coração estava em seu tamanho normal, e normal em todos os demais aspectos (...) pequenos vasos incomuns de serem encontrados no cérebro eram facilmente discerníveis com congestão. A faringe estava congestionada, e o esôfago coberto por branqueamento das camadas superficiais da mucosa, com uma trilha medial de ulceração. O estômago estava profundamente congestionado (...) havia congestão também na 2ª metade do duodeno. Havia sangue misturado ao alimento no estômago. Ambos os rins estavam congestionados, e o fígado continha grande excesso de sangue em seus vasos (...) o baço apresentava inchaço expressivo (...) de aproximadamente 3 vezes seu tamanho normal (...) exame microscópico revelou a destruição de lóbulos do fígado (...) hemorragia gástrica aguda, congestão extensiva do fígado e baço, e congestão do cérebro. | ” |

Apesar da revelação de que a última refeição do homem teria sido um pastel assado consumido três ou quatro horas antes da morte, testes e exames não conseguiram revelar qualquer substância estranha em seu organismo. O patologista Dr. Dwyer concluiu: "Estou convencido de que a morte não foi natural (...) suponho que o veneno utilizado pode ter sido um barbitúrico ou um hipnótico solúvel". Embora o envenenamento tenha permanecido como principal suspeita, chegou-se à conclusão de que o pastel não foi a fonte do veneno. Para além disso, o legista não pôde chegar a uma conclusão acerca da identidade do homem, a causa de sua morte ou se a pessoa vista na Praia de Somerton na noite de 30 de novembro era o mesmo homem, pois não surgiram testemunhas que tenham visto seu rosto enquanto ele ainda estava vivo. A Scotland Yard foi chamada para ajudar no caso, alcançando resultados mínimos, e apesar de uma fotografia do homem e sua impressão digital circularem ao redor do mundo, nunca se chegou a uma identificação positiva.
Devido à não-identificação, o cadáver foi embalsamado em 10 de dezembro de 1948, o primeiro registro da realização de tal procedimento na história da polícia australiana.

## Reação da mídia
Os dois jornais diários de Adelaide, The Advertiser e The News, cobriram o caso de maneira distinta. O Advertiser, um standard matutino, mencionou a morte pela primeira vez em um pequeno artigo na página três de sua edição de 2 de dezembro de 1948. Intitulado "Corpo encontrado na Praia", o texto trazia:
| “ | Um corpo, que acredita-se ser de E.C. Johnson, de aproximadamente 45 anos, da Rua Arthur, Payneham, foi encontrado na Praia de Somerton, defronte ao Crippled Children's Home na manhã de ontem. A descoberta foi feita pelo sr. J. Lyons, da Estrada Whyte, Somerton. Os detetives H. Strangway e Constable J. Moss estão investigando. | ” |

O News, um tabloide vespertino, apresentou a história em sua primeira página, divulgando mais detalhes sobre o cadáver.

## Identificação do corpo
Em 3 de dezembro, E.C. Johnson foi descartado como suspeito, pois se apresentou a uma delegacia de polícia para se identificar. No mesmo dia, o News publicou em sua primeira página uma fotografia do morto, o que levou a mais denúncias sobre a possível identidade do homem. No dia seguinte, a polícia anunciou que as digitais do morto não constavam em seus registros, o que os forçou a expandir as investigações. No dia 5 de dezembro, o Advertiser divulgou que a polícia estaria pesquisando registros militares em busca de um homem que supostamente teria bebido com outro de aparência similar ao morto em um hotel em Glenelg no dia 30 de novembro. Durante seu encontro, o homem misterioso teria apresentado um cartão de aposentadoria militar que trazia o nome "Solomonson".
Algumas tentativas de identificar o corpo foram realizadas, incluindo uma no começo de janeiro de 1949 quando duas pessoas o identificaram como sendo o ex-lenhador Robert Walsh, de 63 anos. A polícia respondeu com ceticismo, acreditando que Walsh seria velho demais para ser o morto, afirmando no entanto que o corpo seria consistente com o de um antigo lenhador, embora o estado de suas mãos indicassem que ele não cortava madeira há pelo menos dezoito meses. Quaisquer possibilidades de que uma identificação positiva havia sido realizada foram descartadas no entanto quando Elizabeth Thompson, uma das senhoras que havia apontado o corpo como sendo de Robert Walsh, retirou seu testemunho após ver o cadáver uma segunda vez, constatando que a ausência de uma cicatriz em particular, assim como o tamanho das pernas do morto, tornava improvável que aquele fosse mesmo Walsh.
No princípio de fevereiro de 1949, havia pelo menos oito diferentes identificações "positivas" do morto, incluindo dois homens de Darwin que acreditavam que o corpo era de um amigo deles, um ajudante de estábulo desaparecido, um funcionário de um navio a vapor e um sueco.

## A mala marrom

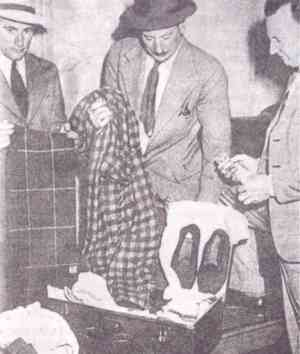
Os detetives Dave Bartlett, Lionel Leane e Len Brown (da esquerda para a direita) apresentam a mala e seu conteúdo, janeiro de 1949.

O caso sofreu uma reviravolta quando, em 14 de janeiro de 1949, funcionários da Estação Ferroviária de Adelaide descobriram uma mala marrom (castanha) com a etiqueta removida, que havia sido colocada no guarda-volumes da estação por volta das 11:00 da manhã de 30 de novembro de 1948. Em seu interior estavam um roupão vermelho listrado, um par de chinelos de feltro vermelho tamanho sete, quatro pares de cuecas, pijamas, utensílios de barbear, um par de calças marrom claro com areia nas barras, uma chave de fenda de eletricista, um pincel de estêncil, uma faca de mesa que fora reduzida a um instrumento de corte curto e afiado, e um par de tesouras como as usadas em navios mercantes para demarcar as mercadorias embarcadas.
Também na mala estava a embalagem de uma linha de costura laranja, um "tipo incomum" similar ao utilizado para remendar um dos bolsos da calça que o morto usava. Todas as marcas de identificação nas peças de roupa haviam sido removidas, mas a polícia encontrou o nome "T. Keane" em uma gravata, "Keane" em um saco de lavanderia e "Kean" (sem o último "e") em uma camiseta, juntamente com três marcas de lavagem a seco: 1171/7, 4 393/7 e 3 053/7. Os investigadores chegaram à conclusão de que a pessoa que removeu as etiquetas deixara propositalmente o nome Keane nas roupas, sabendo que ele não poderia levar à identificação de seu proprietário.
Neste primeiro momento, contudo, as roupas foram rastreadas até um marinheiro local, Tom Keane. Como ele não foi localizado, alguns de seus colegas de navio foram até o necrotério ver o cadáver, negando categoricamente que aquele era Keane ou que as roupas na mala pertenceriam a ele. Uma busca concluiu que não havia outro T. Keane desaparecido em quaisquer outros países falantes de inglês, e a divulgação nacional das marcas de lavagem a seco também provou-se infrutífera. De fato, a único item da mala que pôde ser aproveitado foi um casaco que apresentava uma nesga frontal e um desenho bordado. Determinou-se que ambos poderiam ter sido feitos apenas nos Estados Unidos, que era o único país com o maquinário necessário para tais tipos de costura. Embora os casacos fossem produzidos em massa, a confecção da nesga só era feita após o proprietário do vestuário experimentá-lo. A roupa também não havia sido importada, indicando que o homem ou visitara os EUA ou a comprara de alguém que visitara e cujo corpo era de tamanho similar ao dele.
Os policiais verificaram os registros ferroviários e chegaram à conclusão de que o homem desembarcou de um trem noturno que teria partido de Melbourne, Sydney ou Port Augusta. Eles acreditavam que o homem teria se barbeado e tomado banho no prédio vizinho do chuveiro público municipal antes de retornar à estação para comprar um bilhete para o trem de 10h50 da manhã para Henley Beach que, por alguma razão, ele perdeu ou decidiu não pegar. Após voltar do chuveiro público, ele deixou sua mala no guarda-volumes, partindo de ônibus para Glenelg. Investigações contemporâneas feitas pelo professor Derek Cabbot indicam que o homem pode ter comprado o bilhete de trem antes de tomar banho. As instalações sanitárias da estação estavam fechadas naquele dia, e depois de descobrir isso e ser obrigado a andar até o chuveiro público o homem pode ter atrasado-se até 30 minutos, o que explica o motivo de ele ter perdido o trem e embarcado no próximo ônibus disponível.

## Inquérito

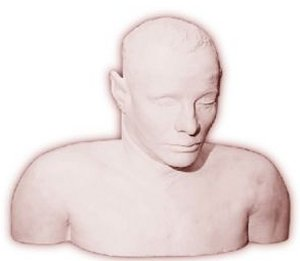
Molde em gesso da cabeça e parte do tronco do Homem de Somerton, feita pela polícia australiana no começo de 1949 como parte das tentativas de confirmar sua identidade

Um inquérito legista conduzido por Thomas Erskine Cleland para definir a causa da morte começou poucos dias após a descoberta do corpo, sendo mantido em aberto até 17 de junho de 1949. O patologista investigador Sir John Burton Cleland re-examinou o cadáver e fez diversas descobertas. Burton notou que os sapatos do homem estavam consideravelmente limpos e pareciam ter sido engraxados recentemente, ao contrário do estado esperado dos sapatos de um homem que aparentemente ficou vagando por Glenelg o dia inteiro. Ele acrescentou que esta evidência se encaixava na teoria de que o corpo pode ter sido levado para a Praia de Somerton após a morte do homem, levando em consideração a falta de evidências de vômito e convulsões, os dois efeitos principais de envenenamento.
Thomas Cleland especulou que, como nenhuma das testemunhas pôde identificar positivamente o homem que viram na noite anterior como sendo a mesma pessoa descoberta na manhã seguinte, permanecia em aberto a possibilidade do homem ter morrido em outro lugar e seu corpo ter sido abandonado na praia. Ele enfatizou que essa teoria não passava de especulação, pois todas as testemunhas acreditavam ser "definitivamente a mesma pessoa", devido ao fato do corpo ter permanecido no mesmo local e caído na mesma posição distinta. Ele também registrou não existirem evidências acerca da identidade do homem.
Cedric Stanton Hicks, professor de Fisiologia e Farmacologia da Universidade de Adelaide, testemunhou que um grupo de drogas, variantes de uma droga em um grupo definido por ele como "número 1" e em particular "número 2", eram extremamente tóxicas em doses orais relativamente pequenas que seriam extremamente difíceis, senão impossíveis, de serem identificadas, mesmo que se suspeitasse de sua aplicação em primeiro lugar. Ele deu ao legista um pedaço de papel com os nomes de duas drogas, que foram incluídas no inquérito como "Prova C.18". Os nomes só foram divulgados ao público na década de 1980, pois então já era possível que qualquer indivíduo as encomendasse a um farmacêutico sem a necessidade de justificar a compra. Hicks notou que o único "fato" não definido em relação ao corpo foi a evidência de vômito. Ele então afirmou que esta ausência de sintoma não era desconhecida, mas que não poderia estabelecer uma "franca conclusão" sem ela. O professor afirmou ainda que se a morte tivesse ocorrido sete horas depois que o homem foi visto se mexendo, isso implicaria a ingestão de uma dose maciça que ainda assim não poderia ser detectada. Ele notou que o movimento de braço do homem, presenciado pelas testemunhas às 07h00 da noite, pode ter sido a última convulsão anterior à sua morte.
No começo do inquérito, Thomas Cleland declarou: "Eu não me surpreenderia se confirmasse que ele morreu envenenado, e que o veneno provavelmente foi um glicosídeo e que não foi administrado acidentalmente; o que eu não posso dizer é se foi administrado pelo próprio morto, ou por outra pessoa". Apesar de suas descobertas, ele não foi capaz de determinar a causa da morte do Homem de Somerton.
O fracasso em desvendar a identidade e o que levou à morte do homem levou as autoridades a definirem aquele como um "mistério sem paralelos" e acreditarem que a causa da morte jamais seja determinada. Um editorial de época chamou o caso de "um dos mistérios mais profundos da Austrália", observando que, se o homem morreu por consequência de um veneno que de tão raro e obscuro não pôde ser identificado por especialistas em toxologia, então o conhecimento avançado em substâncias tóxicas do autor do crime apontava certamente para algo muito mais sério do que um mero envenenamento doméstico.

## Rubaiyatde Omar Khayyam

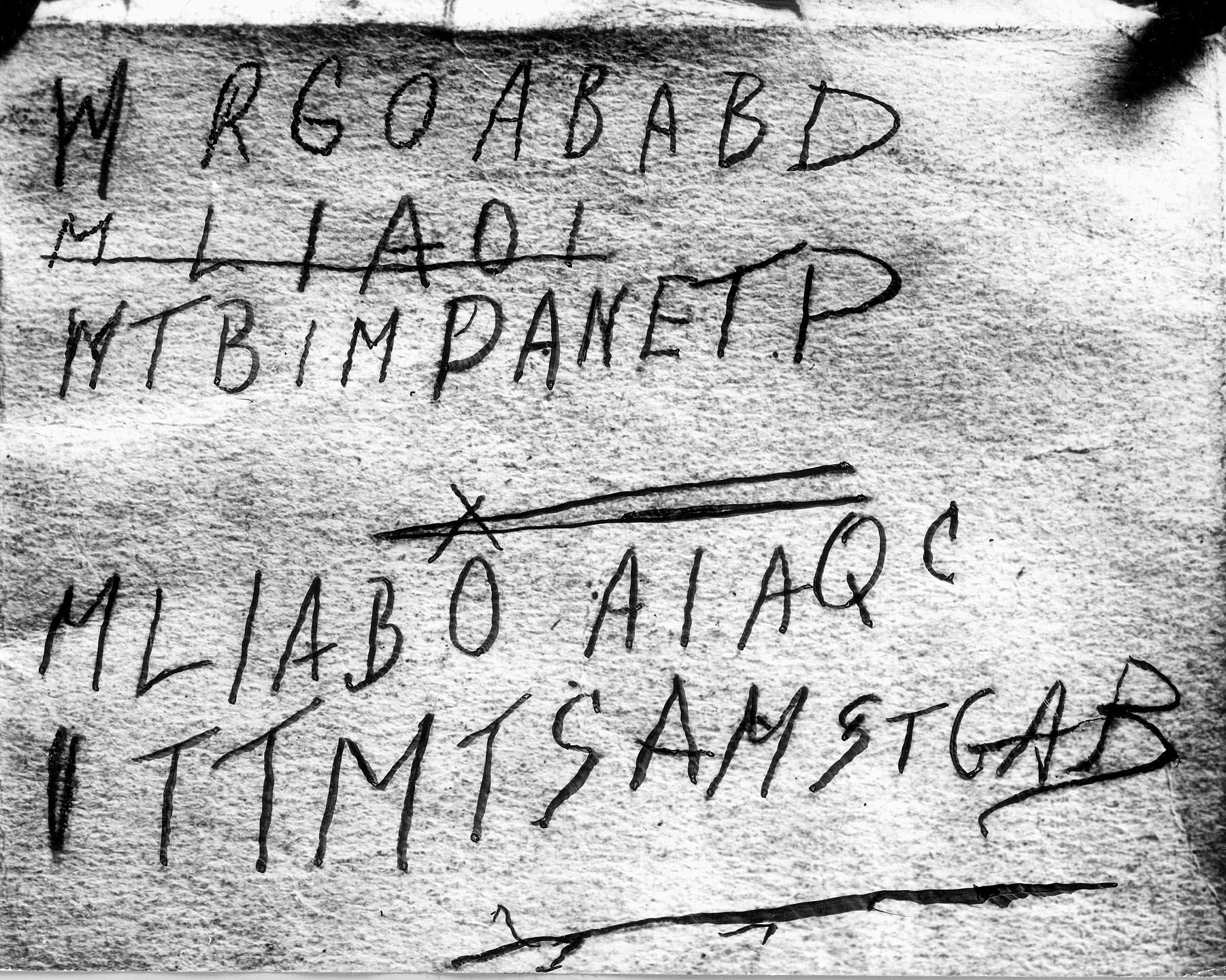
Anotações do Homem de Somerton feitas a lápis nas costas do livro de Omar Khayyām; presume-se que as letras formem uma espécie de código

Na mesma época do inquérito, um pedaço de papel impresso com as palavras "Taman Shud" foi encontrado em um compartimento secreto disfarçado no bolso de uma das calças do homem. Oficiais da biblioteca pública foram convocados para traduzir a nota, identificando-a como uma frase, de significado "fim" ou "terminado", encontrada na última página da coleção de poemas Rubaiyat, de Omar Khayyām — a transliteração correta de "Taman Shud" a partir do persa (idioma original dos poemas) no entanto seria "Taman Shod", ou "Tamam Shud".
O papel estava em branco no verso, e a polícia conduziu uma busca por toda a Austrália para encontrar uma cópia do livro que apresentasse um verso em branco similar àquele, não obtendo sucesso. Uma fotografia do pedaço de papel foi enviada então para departamentos de polícia interestaduais e divulgada ao público, levando uma pessoa a revelar que havia encontrado uma rara primeira edição de Rubaiyat traduzida por Edward FitzGerald e publicada na Nova Zelândia pela Whitcombe and Tombs, no assento traseiro de seu automóvel, que se encontrava estacionado destrancado em Glenalg na noite de 30 de novembro de 1948. Esta pessoa não sabia da conexão do livro com o caso até ver o artigo no jornal do dia anterior, e sua identidade e profissão foram mantidos em segredo pela corte, assim como as razões que levaram a esta supressão.
O livro não trazia as palavras "Taman Shud" na última página, cujo verso estava em branco, e exames de microscopia indicaram que esta página específica havia sido arrancada. O último verso de Rubaiyat, imediatamente antes de "Taman Shud", é:
And when thyself with shining foot shall pass
Among the Guests Star-scatter'd on the grass
And in your joyous Errand reach the Spot
Where I made One - turn down an empty Glass! 
Esta primeira edição, publicada pela Whitcombe and Tombs, usa a palavra "shining" no lugar da palavra "silver" que é encontrada em outras traduções de FitzGerald e edições posteriores. Isto levou a polícia a teorizar que o homem havia cometido suicídio ao ingerir o veneno, embora não exista outra evidência que suporte esta teoria. Nas costas do livro, encontravam-se algumas anotações feitas fracamente com um lápis. Após exame ultravioleta, foi possível ler cinco linhas de letras maiúsculas, com a segunda delas riscada. As letras riscadas foram posteriormente consideradas significantes por sua similaridade com as da quarta linha, indicando provavelmente um erro e, mais além, uma possível prova de que as letras seriam um código:
MRGOABABD
MLIAOI
MTBIMPANETP
MLIABOAIAQC
ITTMTSAMSTGAB 
Um número de telefone que não constava no catálogo também foi encontrado nas costas do livro. O número pertencia a uma ex-enfermeira que morava na Rua Moseley em Glenelg, situada a 800 metros do local onde o corpo foi encontrado. A mulher declarou que, enquanto trabalhava no Royal North Shore Hospital em Sydney durante a II Guerra Mundial, era dona de uma cópia do Rubaiyat mas que em 1945, no Clifton Gardens Hotel em Sydney, deu-a de presente a um tenente do exército chamado Alfred Boxall, que servia então na Seção de Transporte de Água do Exército da Austrália.
De acordo com informações divulgadas pela mídia, a mulher afirmou que depois da guerra mudou-se para Melbourne e se casou. Tempos depois ela teria recebido uma carta de Boxall, mas respondeu-lhe que já havia se casado. Ela acrescentou ainda que no final de 1948 um homem misterioso perguntara a seu vizinho de porta informações sobre ela. Tendo como base o molde em gesso feito da cabeça até os ombros do cadáver, ela não foi capaz de identificá-lo como sendo Boxall.
A polícia ainda assim acreditou que o morto fosse Boxall, até encontrá-lo vivo e com sua cópia do Rubaiyat, completa com o "Taman Shud" na última página. Boxall agora trabalhava no setor de manutenção do Depósito de Ônibus de Randwick (onde trabalhara antes da guerra) e não fazia ideia da ligação entre ele e o homem morto. No frontispício de sua cópia do Rubaiyat, a mulher havia copiado o verso 70:
Indeed, indeed, Repentance oft before
I swore--but was I sober when I swore?
And then and then came Spring, and Rose-in-hand
My thread-bare Penitence a-pieces tore. 
Quando questionado por repórteres sobre o significado do verso, Boxall desconversou, dando uma resposta evasiva.
A mulher vivia agora em Glenelg, mas negou conhecer qualquer detalhe sobre o morto ou o motivo de sua visita ao subúrbio que ela morava na noite em que morreu. Ela solicitou então que, uma vez que havia se casado, seu nome fosse omitido do inquérito policial para evitar quaisquer constrangimentos ao tê-lo ligado ao morto e Boxall. A polícia concordou, impossibilitando que investigações subsequentes contassem com uma das melhores pistas do caso. Em um programa de TV dedicado ao crime, no segmento em que Boxall é entrevistado, o nome da mulher é citado por um narrador como Jestyn, obtido aparentemente da assinatura JEstyn que vinha após o verso escrito no frontispício do livro (provavelmente um apelido usado por ela na intimidade). Seu nome verdadeiro é considerado importante pela possibilidade de ser a chave que ajude a desvendar o código. Pesquisadores contemporâneos que investigam o caso tentaram rastrear Jestyn, descobrindo que ela morrera em 2007.

## Pós-inquérito

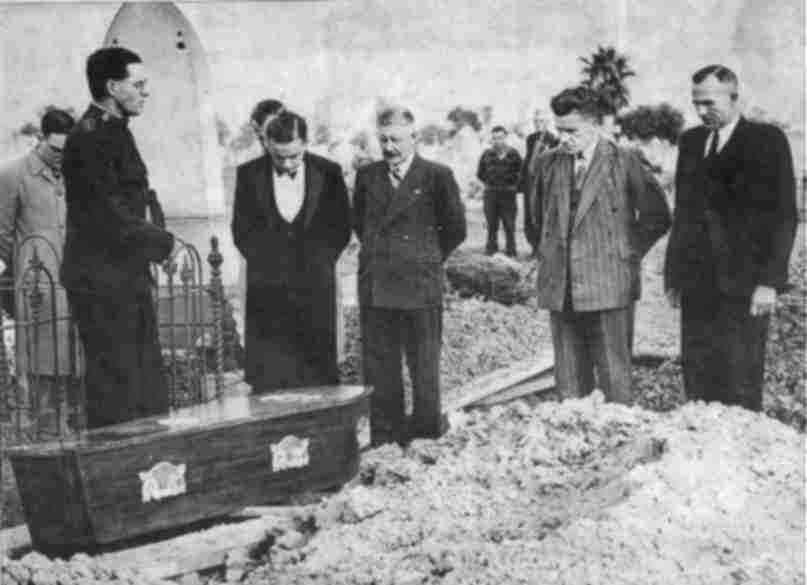
Funeral do Homem de Somerton, realizado em 14 de junho de 1949.

Após o inquérito, foi feito um molde em gesso da cabeça e ombros do homem, e ele foi então sepultado no cemitério West Terrace em Adelaide. Os serviços fúnebres foram conduzidos pelo Exército de Salvação, e a The South Australian Grandstand Bookmakers Association arcou com as despesas para evitar que o homem fosse enterrado como indigente.
Anos depois do enterro, flores começaram a ser depositadas sobre o túmulo. A polícia questionou uma mulher vista deixando o cemitério, mas ela negou que soubesse qualquer coisa sobre o homem. Na mesma época, uma recepcionista do Strathmore Hotel, que ficava em frente à Estação Ferroviária de Adelaide, revelou que um estranho havia se hospedado no quarto 21 no mesmo período da morte, deixando o hotel em 30 de novembro de 1948. Ela relembrou que as faxineiras encontraram no quarto uma caixa médica preta e uma seringa hipodérmica.
Em 1978, a Australian Broadcasting Corporation produziu um programa sobre o caso. Intitulado The Somerton Beach Mystery, mostrou o repórter Stuart Littlemore conduzindo uma investigação sobre o mistério, incluindo entrevistas com Boxall, incapaz de acrescentar novas informações ao caso, e Paul Lawson, responsável pelo molde do corpo, que recusou-se a responder uma pergunta sobre se alguém identificara positivamente o morto.
O caso ainda é considerado "aberto" pela Força Tarefa Criminal da Polícia do Sul da Austrália e o busto, contendo fibras capilares do homem, é conservado até hoje pela Sociedade Histórica da Polícia do Sul da Austrália. Tentativas posteriores de identificar corretamente o corpo foram atrapalhadas pelo fato de o formaldeído utilizado no embalsamento ter destruído grande parte do DNA, além do desaparecimento de evidências chave como a mala marrom, destruída em 1986, e vários depoimentos, que sumiram dos arquivos da polícia com o passar dos anos.